# Franjeporia
De franjeporia (Ceriporiopsis mucida) is een schimmel behorend tot de familie Meruliaceae. Hij leeft saprotroof op hout van loof- en naaldbomen en veroorzaakt witrot. Hij leeft op dode takken van Juniperus.

## Kenmerken
Kenmerkend zijn de gelige kleur en de aanwezigheid van rizomorfen.
Hij heeft een monomitisch hyfensysteem. De dunwandige hyfen hebben meestal een dikte van 2,5 μm en zijn voorzien van gespen. Cystidia ontbreken bij deze soort. De basidia zijn 4-sporig en meten 11-13 × 3-3,5 μm. De gladde sporen zijn ellipsvormig, dunwandig, amyloïde, voorzien van een oliedruppel en meten 3 × 2,5 μm.

## Verspreiding
In Nederland komt de franjeporia zeer zeldzaam voor. Hij staat op de rode lijst in de categorie 'ernstig bedreigd'.